# Lagting (Norge)
 For alternative betydninger, se Lagting (flertydig). (Se også artikler, som begynder med Lagting)
Lagtinget i Norge (Norrønt logþing) var et sendemandsting for et helt lagdømme som Gulating, Frostating, Eidsivating og Borgarting. På lagtinget mødtes de forskellige repræsentanter for klasserne i samfundet;
- Nævnsmænd (for folket)
- Lensmænd (for Kongen)
- Bisper og præster (for kirken)

Lagtinget havde som udgangspunkt lovgivende og dømmende magt, men fra Magnus Lagabøters tid overtog kongen meget af denne magt. Den dømmende myndighed blev efterhånden overført til lagmanden.